# Gercino Monteiro
Gercino Monteiro Guimarães (Allemão, hoje Palmeiras de Goiás, 19 de maio de 1894 – Goiânia, 20 de janeiro de 1948) foi um escritor brasileiro e um dos membros-fundadores da Academia Goiana de Letras. Era cunhado do professor e historiador Zoroastro Artiaga e sobrinho do jornalista Honestino Guimarães.

## Biografia
Filho de Benedito Monteiro Guimarães e de Joaquina Monteiro Guimarães, iniciou seus estudos primários em escolas particulares na Cidade de Goiás e depois os concluiu no Liceu Goiano.
Por mais de 30 anos, Gercino trabalhou na Secretaria da Fazenda do Estado de Goiás ocupando diversos cargos nas três décadas em que lá trabalhou. Após o Golpe de 1930, tornou-se Secretário Particular do então Interventor Federal Pedro Ludovico Teixeira. 
Foi Secretário da Redação do jornal O Lar, que era editado nos idos de 1916, em Goiás, e teve duração de mais de seis anos. Em 1918, publicou o folheto "Crispim, um artista de circo". Já em 1921, Gercino publica A obra literária de Hugo de Carvalho Ramos e deixou, além disso, trabalhos de crítica literária em vários jornais. Além do já citado O Lar, colaborou com diversos outros como o Nova Era, Cidade de Goiás, Folha de Goiás, O Democrata, Voz do Povo e Lavoura e Comércio, de Uberaba.
Em 1927, foi eleito Conselheiro Municipal da Cidade de Goiás, antiga capital do estado, e em 1933 foi designado prefeito municipal de Bela Vista de Goiás, ficando ali por cerca de um ano, quando retornou para a Secretaria Particular do Interventor goiano.
Gercino foi um dos fundadores do Instituto Histórico e Geográfico de Goiás (IHGG). Em 1946, dois anos de seu falecimento, foi proclamado como um dos fundadores de Goiânia, no Jóquei Clube, pela sua participação jornalística, política e social na nova capital de Goiás.
Um dos seus notáveis feitos como crítico foi o de sugerir o título de "O Príncipe dos Poetas Goianos" a Joaquim Bonifácio Gomes de Siqueira e, depois, a Leo Lynce. Hoje, o eminente título literário é de Gilberto Mendonça Teles.

## Morte
Era solteiro e morreu na Santa Casa de Goiânia e sua prima Noêmia Canêdo Guimarães, num gesto de amizade e carinho, organizou a construção de um túmulo "à altura do seu nome" no Cemitério Santana, em Goiânia.